# Taça de Portugal 2014/15
Die Taça de Portugal 2014/15 war die 75. Austragung des portugiesischen Pokalwettbewerbs. Er wurde vom portugiesischen Fußballverband ausgetragen. Pokalsieger wurde Sporting Lissabon, das sich im Finale gegen Sporting Braga durchsetzte.
Das Halbfinale wurden in Hin- und Rückspiel ausgetragen. Alle anderen Begegnungen wurden in einem Spiel entschieden. Bei unentschiedenem Ausgang wurde das Spiel um zweimal 15 Minuten verlängert, und wenn nötig im anschließenden Elfmeterschießen entschieden.

## Teilnehmende Teams
| Primeira Liga (18) | Primeira Liga (18) | Segunda Liga (18) | Segunda Liga (18) |
| --- | --- | --- | --- |
| - Académica de Coimbra - FC Arouca - Belenenses Lissabon - Benfica Lissabon - Sporting Braga - Boavista Porto - GD Estoril Praia - Nacional Funchal - Marítimo Funchal | - Gil Vicente FC - Moreirense FC - FC Paços de Ferreira - FC Penafiel - FC Porto - Rio Ave FC - Sporting Lissabon - Vitória Guimarães - Vitória Setúbal | - Académico de Viseu FC - Atlético CP - SC Beira-Mar - GD Chaves - SC Covilhã - Desportivo Aves - SC Farense - CD Feirense - SC Freamunde | - Leixões SC - SC Olhanense - UD Oliveirense - Clube Oriental de Lisboa - Portimonense SC - CD Santa Clara - CD Trofense - CD Tondela - União Madeira |
| Campeonato Nacional de Seniore (79) | | | |
| - AC Alcanenense * - SC Mineiro Aljustrelense * - Amarante FC - Anadia FC * - SC Angrense * - GD Fabril do Barreiro - Benfica e Castelo Branco * - GD Bragança - Caldas SC - AD Camacha - Casa Pia AC * - CD Cerveira - FC Cesarense * - CD Cinfães * - SC Coimbrões * - SU 1º Dezembro - Eléctrico Ponte de Sor * - SC Espinho - CD Estarreja - AD Fafe | - FC Famalicão - CD Fátima - FC Felgueiras 1932 - FC Ferreiras - GD Gafanha - Gondomar SC * - CD Gouveia * - AD Limianos - Louletano DC * - GS Loures - Lusitânia Lourosa - Lusitano VRSA - Lusitano FC Vildemoinhos - CD Mafra - AC Malveira - SC Mirandela - CDR Moimenta da Beira * - Mortágua FC * - Moura AC - Naval 1º de Maio * | - AD Nogueirense - FC Oliveira Hospital - AD Oliveirense * - CD Operário * - Atlético Ouriense - FC Pampilhosa - FC Pedras Rubras * - Juventude Pedras Salgadas * - CD Cova da Piedade * - CD Pinhalnovense - Sporting Pombal * - SC Praiense * - CDR Quarteirense * - Atlético Riachense - Atlético Reguengos - GD Ribeirão * - SG Sacavenense * - SC Salgueiros * - AD Sanjoanense * - CCD Santa Eulália * | - Santa Maria FC - SC São João de Ver - Vitória Sernache * - Sertanense FC - GD Sourense * - Sport União Sintrense * - CD Sobrado - FC Tirsense * - SC União Torreense * - GD Tourizense - União Leiria * - União Sousense - União de Montemor - Varzim SC - SC Vianense - Vieira SC * - SC Vila Real - Vilaverdense FC * - FC Vizela |
| Distrikte (20) | | | |
| - RD Águeda * - CD Alcains - Amora FC * - Minas Argozelo * - CSD Câmara de Lobos * | - ADC Correlhã - AD Fazendense - Febres SC - AC Marinhense * - Merelinense FC | - CDC Montalegre * - FC Mosteirense * - SC Paivense * - Piense SC - Real SC Queluz * | - Boavista Ribeirinha * - CF Serzedo * - Silves FC * - Desportiva do Soito - Sporting Viana |

## 1. Runde
Teilnehmer waren 79 Vereine aus der drittklassigen Campeonato Nacional de Seniore und 20 Vereine der Distriktverbände. Davon erhielten insgesamt 49 Vereine ein Freilos. Reservemannschaften von Profiklubs waren nicht teilnahmeberechtigt.
| Datum      |                          | Ergebnis              |                       |
| ---------- | ------------------------ | --------------------- | --------------------- |
| 06.09.2014 | Febres SC                | 1:1 n. V. (4:2 i. E.) | AD Nogueirense        |
| 06.09.2014 | CD Alcains               | 2:2 n. V. (4:2 i. E.) | Piense SC             |
| 06.09.2014 | Atlético Reguengos       | 5:3 n. V.             | GD Tourizense         |
| 06.09.2014 | AD Fazendense            | 2:3                   | Caldas SC             |
| 06.09.2014 | CD Sobrado               | 2:2 n. V. (1:4 i. E.) | Moura AC              |
| 06.09.2014 | União de Montemor        | 4:1                   | FC Oliveira Hospital  |
| 06.09.2014 | Lusitano FC Vildemoinhos | 2:0                   | CD Estarreja          |
| 06.09.2014 | Merelinense FC           | 2:3                   | FC Felgueiras 1932    |
| 06.09.2014 | FC Pampilhosa            | 0:2                   | Sertanense FC         |
| 06.09.2014 | União Sousense           | 2:0                   | GD Gafanha            |
| 06.09.2014 | Varzim SC                | 2:1 n. V.             | SC Mirandela          |
| 06.09.2014 | AD Limianos              | 1:0                   | GD Fabril do Barreiro |
| 06.09.2014 | Desportiva do Soito      | 1:3                   | Atlético Ouriense     |
| 06.09.2014 | AD Fafe                  | 1:0                   | CD Pinhalnovense      |
| 06.09.2014 | Santa Maria FC           | 2:1                   | GD Bragança           |
| 06.09.2014 | Sporting Viana           | 0:2                   | SC Vianense           |
| 06.09.2014 | FC Vizela                | 3:1                   | CD Cerveira           |
| 06.09.2014 | Amarante FC              | 0:1                   | CD Mafra              |
| 06.09.2014 | SC Espinho               | 0:0 n. V. (3:1 i. E.) | AD Camacha            |
| 06.09.2014 | FC Ferreiras             | 0:3                   | FC Famalicão          |
| 06.09.2014 | AC Malveira              | 4:1 n. V.             | Lusitano VRSA         |
| 06.09.2014 | Lusitânia Lourosa        | 3:2                   | CD Fátima             |
| 06.09.2014 | Atlético Riachense       | 4:3                   | SC São João de Ver    |
| 06.09.2014 | SC Vila Real             | 2:1                   | SU 1º Dezembro        |
| 07.09.2014 | ADC Correlhã             | 0:2 n. V.             | GS Loures             |

## 2. Runde
Zu den 74 qualifizierten Teams aus der 1. Runde kamen 18 Vereine aus der Segunda Liga. Reservemannschaften von Profiklubs waren nicht teilnahmeberechtigt.
| Datum      |                           | Ergebnis              |                          |
| ---------- | ------------------------- | --------------------- | ------------------------ |
| 27.09.2014 | SC Olhanense              | 2:0                   | CDR Quarteirense         |
| 27.09.2014 | UD Oliveirense            | 2:0                   | União de Montemor        |
| 27.09.2014 | SC Freamunde              | 2:1                   | RD Águeda                |
| 28.09.2014 | SG Sacavenense            | 0:0 n. V. (1:3 i. E.) | Vieira SC                |
| 28.09.2014 | GD Ribeirão               | 4:0                   | CD Gouveia               |
| 28.09.2014 | Eléctrico Ponte de Sor    | 1:3                   | CD Tondela               |
| 28.09.2014 | CD Cova da Piedade        | 1:0                   | Silves FC                |
| 28.09.2014 | Boavista Ribeirinha       | 0:3                   | FC Felgueiras 1932       |
| 28.09.2014 | Caldas SC                 | 1:1 n. V. (1:3 i. E.) | Santa Maria FC           |
| 28.09.2014 | GD Sourense               | 2:1                   | CD Santa Clara           |
| 28.09.2014 | CSD Câmara de Lobos       | 0:2                   | Mortágua FC              |
| 28.09.2014 | Atlético CP               | 4:0                   | CDR Moimenta da Beira    |
| 28.09.2014 | FC Tirsense               | 1:1 n. V. (5:3 i. E.) | União Leiria             |
| 28.09.2014 | CD Operário               | 1:1 n. V. (3:1 i. E.) | Lusitano FC Vildemoinhos |
| 28.09.2014 | Amora FC                  | 3:2 n. V.             | União Madeira            |
| 28.09.2014 | AC Malveira               | 1:5                   | Varzim SC                |
| 28.09.2014 | Benfica e Castelo Branco  | 0:0 n. V. (5:4 i. E.) | Sertanense FC            |
| 28.09.2014 | GS Loures                 | 2:2 n. V. (1:3 i. E.) | AD Oliveirense           |
| 28.09.2014 | Atlético Reguengos        | 3:1                   | SC Paivense              |
| 28.09.2014 | SC Vila Real              | 2:3                   | Casa Pia AC              |
| 28.09.2014 | Clube Oriental de Lisboa  | 3:2 n. V.             | SC Farense               |
| 28.09.2014 | CCD Santa Eulália         | 2:1                   | Leixões SC               |
| 28.09.2014 | AC Alcanenense            | 2:0                   | Lusitânia Lourosa        |
| 28.09.2014 | FC Vizela                 | 4:3 n. V.             | União Sousense           |
| 28.09.2014 | FC Cesarense              | 1:3                   | SC Covilhã               |
| 28.09.2014 | SC Beira-Mar              | 4:2                   | Sport União Sintrense    |
| 28.09.2014 | SC Vianense               | 0:0 n. V. (1:3 i. E.) | CF Serzedo               |
| 28.09.2014 | FC Pedras Rubras          | 2:1                   | Anadia FC                |
| 28.09.2014 | AC Marinhense             | 0:6                   | SC União Torreense       |
| 28.09.2014 | GD Chaves                 | 3:1                   | Louletano DC             |
| 28.09.2014 | Juventude Pedras Salgadas | 2:1                   | Atlético Ouriense        |
| 28.09.2014 | CD Cinfães                | 1:1 n. V. (4:5 i. E.) | SC Coimbrões             |
| 28.09.2014 | Minas Argozelo            | 0:1                   | CD Alcains               |
| 28.09.2014 | Sporting Pombal           | 1:0 n. V.             | AD Limianos              |
| 28.09.2014 | Naval 1º de Maio          | 0:2 n. V.             | AD Fafe                  |
| 28.09.2014 | Académico de Viseu FC     | 1:2                   | FC Famalicão             |
| 28.09.2014 | CD Trofense               | 6:0                   | Febres SC                |
| 28.09.2014 | CD Mafra                  | 1:1 n. V. (2:3 i. E.) | CD Feirense              |
| 28.09.2014 | Vilaverdense FC           | 1:2                   | Gondomar SC              |
| 28.09.2014 | SC Espinho                | 1:0                   | AD Sanjoanense           |
| 28.09.2014 | Moura AC                  | 2:0                   | CDC Montalegre           |
| 28.09.2014 | SC Mineiro Aljustrelense  | 0:3                   | Desportivo Aves          |
| 28.09.2014 | SC Angrense               | 0:1                   | Vitória Sernache         |
| 28.09.2014 | Atlético Riachense        | 3:2 n. V.             | SC Praiense              |
| 28.09.2014 | Portimonense SC           | 1:2                   | Real SC Queluz           |
| 28.09.2014 | FC Mosteirense            | 0:4                   | SC Salgueiros            |

## 3. Runde
Zu den 46 qualifizierten Teams aus der 2. Runde kamen die 18 Vereine der Primera Liga hinzu.
| Datum      |                           | Ergebnis              |                          |
| ---------- | ------------------------- | --------------------- | ------------------------ |
| 17.10.2014 | Atlético CP               | 3:0                   | SC Beira-Mar             |
| 18.10.2014 | Juventude Pedras Salgadas | 1:3 n. V.             | CD Trofense              |
| 18.10.2014 | Varzim SC                 | 2:1                   | GD Estoril Praia         |
| 18.10.2014 | SC Olhanense              | 2:4                   | Clube Oriental de Lisboa |
| 18.10.2014 | Desportivo Aves           | 4:1                   | Boavista Porto           |
| 18.10.2014 | FC Porto                  | 1:3                   | Sporting Lissabon        |
| 18.10.2014 | CD Feirense               | 5:1                   | Amora FC                 |
| 18.10.2014 | SC Covilhã                | 2:3                   | Benfica Lissabon         |
| 18.10.2014 | FC Famalicão              | 2:1                   | Sporting Pombal          |
| 19.10.2014 | Vitória Sernache          | 1:1 n. V. (1:4 i. E.) | Vieira SC                |
| 19.10.2014 | GD Sourense               | 0:1                   | CCD Santa Eulália        |
| 19.10.2014 | Casa Pia AC               | 1:4 n. V.             | FC Vizela                |
| 19.10.2014 | Mortágua FC               | 1:3                   | AD Fafe                  |
| 19.10.2014 | Marítimo Funchal          | 4:0                   | Gondomar SC              |
| 19.10.2014 | Atlético Riachense        | 2:1                   | Benfica e Castelo Branco |
| 19.10.2014 | SC Freamunde              | 3:2 n. V.             | FC Felgueiras 1932       |
| 19.10.2014 | SC Coimbrões              | 0:1                   | Rio Ave FC               |
| 19.10.2014 | GD Ribeirão               | 2:0 n. V.             | SC União Torreense       |
| 19.10.2014 | Gil Vicente FC            | 2:1                   | Real SC Queluz           |
| 19.10.2014 | GD Chaves                 | 7:0                   | CD Cova da Piedade       |
| 19.10.2014 | CF Serzedo                | 1:1 n. V. (7:8 i. E.) | SC Espinho               |
| 19.10.2014 | AD Oliveirense            | 2:3 n. V.             | Belenenses Lissabon      |
| 19.10.2014 | FC Penafiel               | 2:2 n. V. (4:3 i. E.) | CD Tondela               |
| 19.10.2014 | Nacional Funchal          | 6:1                   | AC Alcanenense           |
| 19.10.2014 | SC Salgueiros             | 1:3                   | UD Oliveirense           |
| 19.10.2014 | FC Paços de Ferreira      | 4:0                   | Atlético Reguengos       |
| 19.10.2014 | Santa Maria FC            | 1:0                   | Académica de Coimbra     |
| 19.10.2014 | Moura AC                  | 0:2                   | Vitória Guimarães        |
| 19.10.2014 | CD Operário               | 3:1                   | FC Tirsense              |
| 19.10.2014 | Sporting Braga            | 4:1                   | CD Alcains               |
| 19.10.2014 | Moreirense FC             | 2:1                   | FC Pedras Rubras         |
| 19.10.2014 | Vitória Setúbal           | 1:0                   | FC Arouca                |

## 4. Runde
| Datum      |                          | Ergebnis              |                     |
| ---------- | ------------------------ | --------------------- | ------------------- |
| 21.11.2014 | SC Espinho               | 0:5                   | Sporting Lissabon   |
| 22.11.2014 | Atlético CP              | 0:2                   | Marítimo Funchal    |
| 22.11.2014 | FC Famalicão             | 4:0                   | AD Fafe             |
| 22.11.2014 | Rio Ave FC               | 2:0                   | UD Oliveirense      |
| 22.11.2014 | CD Trofense              | 0:5                   | Belenenses Lissabon |
| 22.11.2014 | Benfica Lissabon         | 4:1                   | Moreirense FC       |
| 23.11.2014 | FC Vizela                | 2:2 n. V. (4:2 i. E.) | CD Operário         |
| 23.11.2014 | Vieira SC                | 0:1                   | SC Freamunde        |
| 23.11.2014 | FC Paços de Ferreira     | 9:0                   | Atlético Riachense  |
| 23.11.2014 | CD Feirense              | 0:2                   | GD Chaves           |
| 23.11.2014 | FC Penafiel              | 1:0                   | Desportivo Aves     |
| 23.11.2014 | Gil Vicente FC           | 1:1 n. V. (3:1 i. E.) | Varzim SC           |
| 23.11.2014 | Nacional Funchal         | 2:0                   | GD Ribeirão         |
| 23.11.2014 | Santa Maria FC           | 2:1                   | CCD Santa Eulália   |
| 23.11.2014 | Clube Oriental de Lisboa | 1:0                   | Vitória Setúbal     |
| 23.11.2014 | Vitória Guimarães        | 1:2                   | Sporting Braga      |

## Achtelfinale
| Datum      |                      | Ergebnis              |                          |
| ---------- | -------------------- | --------------------- | ------------------------ |
| 16.12.2014 | Belenenses Lissabon  | 2:0                   | SC Freamunde             |
| 17.12.2014 | Gil Vicente FC       | 2:0                   | FC Penafiel              |
| 17.12.2014 | Nacional Funchal     | 2:1                   | Santa Maria FC           |
| 17.12.2014 | Rio Ave FC           | 2:0                   | GD Chaves                |
| 17.12.2014 | Marítimo Funchal     | 1:1 n. V. (9:8 i. E.) | Clube Oriental de Lisboa |
| 17.12.2014 | FC Paços de Ferreira | 1:2                   | FC Famalicão             |
| 17.12.2014 | FC Vizela            | 2:3                   | Sporting Lissabon        |
| 18.12.2014 | Benfica Lissabon     | 1:2                   | Sporting Braga           |

## Viertelfinale
| Datum      |                   | Ergebnis              |                     |
| ---------- | ----------------- | --------------------- | ------------------- |
| 06.01.2015 | Rio Ave FC        | 5:2                   | Gil Vicente FC      |
| 07.01.2015 | Sporting Braga    | 7:1                   | Belenenses Lissabon |
| 07.01.2015 | Sporting Lissabon | 4:0                   | FC Famalicão        |
| 08.01.2015 | Marítimo Funchal  | 1:1 n. V. (5:6 i. E.) | Nacional Funchal    |

## Halbfinale
| Datum                   |                  | Gesamt |                   | Hinspiel | Rückspiel |
| ----------------------- | ---------------- | ------ | ----------------- | -------- | --------- |
| 05.03.2015 / 08.04.2015 | Nacional Funchal | 2:3    | Sporting Lissabon | 2:2      | 0:1       |
| 07.03.2015 / 30.04.2015 | Sporting Braga   | 4:1    | Rio Ave FC        | 3:0      | 1:1       |

## Finale
| Paarung           | Sporting Lissabon – Sporting Braga |
| Ergebnis          | 2:2 n. V. (2:2, 0:2); 3:1 i. E. |
| Datum             | 31. Mai 2015 um 17:15 Uhr |
| Stadion           | Estádio Nacional, Oeiras |
| Zuschauer         | 35.890 |
| Schiedsrichter    | Marco Ferreira |
| Tore              | 0:1 Éder (16., Foulelfmeter) 0:2 Rafa Silva (25.) 1:2 Islam Slimani (84.) 2:2 Fredy Montero (90.+3') Elfmeterschießen: 0:1 Alan 1:1 Adrien Silva André Pinto (gehalten) 2:1 Nani Éder (gehalten) 3:1 Islam Slimani Salvador Agra (neben das Tor) |
| Sporting Lissabon | Rui Patrício – Cédric Soares, Ewerton, Paulo Oliveira, Jefferson – William Carvalho, Adrien Silva, João Mário (21. Miguel Lopes, 74. Fredy Montero) – André Carrillo (54. Carlos Mané), Islam Slimani, Nani Cheftrainer: Marco Silva             |
| Sporting Braga    | Stanislaw Krizjuk – Baiano, André Pinto, Aderlan Santos, Djavan (82. Vincent Sasso) – Luíz Carlos, Mauro Sousa, Rúben Micael (61. Alan) – Felipe Pardo (75. Salvador Agra), Éder , Rafa Silva Cheftrainer: Sérgio Conceição                      |
| Gelbe Karten      | keine – Baiano, Luíz Carlos, Éder, Stanislaw Krizjuk, Vincent Sasso |
| Platzverweise     | keine – Mauro Sousa (115.) |
|                   | Cédric Soares (14.) – keine |